# Alice Liddell
Alice Pleasance Liddell (4 de maig de 1852 – 16 de novembre de 1934), més coneguda en l'edat adulta pel seu nom de casada, Alice Hargreaves, inspirà el conte clàssic per a xiquets Alícia en terra de meravelles de Lewis Carroll. El seu cognom familiar, Liddell, es pronuncia [ˈlɪdəl]. Es va casar amb el jugador de cricket Reginald Hargreaves, i van tenir tres fills.

## Biografia
Alice Liddell fou la quarta filla d'Henry Liddell, degà de Christ Church, Oxford, i Lorina Hanna Liddell.
En el moment del seu naixement, el pare de Liddell era el director de la Westminster School, però poc després fou escollit degà. La familia Liddell es va traslladar a Oxford en 1856. Poc després d'aquesta mudança, Alice va conèixer a Charles Lutwidge Dodgson, més conegut pel seu pseudònim literari: Lewis Carroll, professor en la Christ Church, el qual es va trobar amb la família mentre fotografiava la catedral el 25 d'abril de 1856. Es va convertir en un amic proper de la família Liddell en els anys següents. Dodgson i Alice Liddell es van conèixer quan la nena no havia complert encara els quatre anys.
Alice tenia una relació més propera amb la seva germana gran Lorina i amb la petita Edith. Les tres van posar en nombroses ocasions per a ser fotografiades per Dodgson, gran aficionat a la fotografia, i solien anar amb ell d'excursió pels voltants d'Oxford. Durant una d'aquestes excursions, Dodgson, a petició d'Alice, va inventar una primera versió del que després es convertiria en el cèlebre llibre Les aventures d'Alícia al País de les Meravelles, i posteriorment va escriure el conte per regalar-lo a Alice en el Nadal de 1863. Posteriorment les relacions entre Dodgson i els Liddell es van refredar, reduint-se a trobades esporàdiques i a correspondència.
Una història diu que en la seva joventut es va convertir en l'interès romàntic del Príncep Leopold, el fill petit de la Reina Victòria, durant els quatre anys que va passar a Christ Church, però l'evidència d'això és escassa.
Alice Liddell es va casar amb Reginald Hargreaves, jugador de cricket, el 15 de setembre de 1880, a l'edat de 28 anys a l'Abadia de Westminster. Van tenir tres fills: Alan Knyveton Hargreaves i Leopold Reginald "Rex" Hargreaves (tots dos van morir en temps de la Primera Guerra Mundial); i Caryl Liddell Hargreaves, qui va sobreviure. Liddell va negar que el nom 'Caryl' estigués associat d'alguna manera amb el pseudònim de Charles Dodgson.
Després de la mort del seu marit el 1926, el cost de mantenir la seva llar a Cuffnells, Hampshire, va ser tal que va considerar necessari vendre la seva pròpia còpia d'Alícia al País de les Meravelles. El manuscrit va arribar a tenir un valor de £15.400, gairebé quatre vegades el preu de reserva atorgada per la casa de subhastes de Sotheby 's. Més tard es va convertir en possessió d'Eldridge R. Johnson i es va exposar a la Universitat de Colúmbia en el centenari del naixement de Carroll. Alice hi va ser present, a l'edat de 80 anys.
Durant la major part de la seva vida, Alice va viure a Lyndhurst i als voltants de New Forest. Després de la seva mort el 1934, va ser cremada en el Crematori de Golders Green i les seves cendres van ser enterrades al cementiri de l'església St Michael and All Angels, Lyndhurst.

## Origen de l'obra (Alícia al País de les Meravelles)

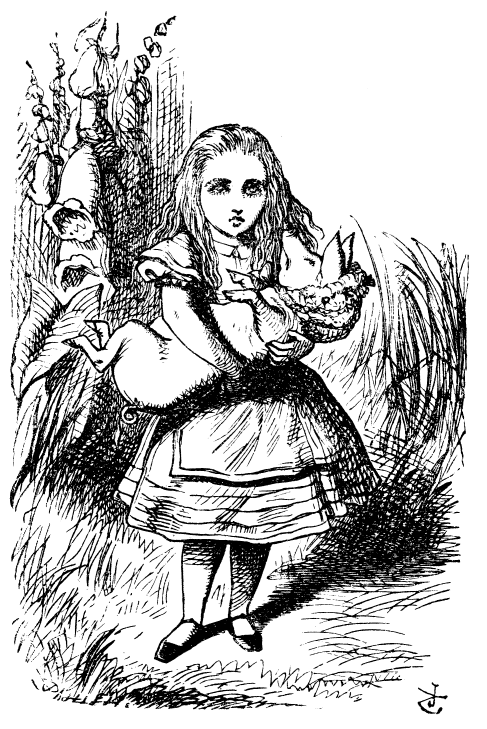
Alícia dAlícia en terra de meravelles

El 4 de juliol de 1862, en un viatge en barca pel Tàmesi, d'Oxford a Godstow, per a una festa campestre, Alice, que tenia deu anys, va demanar a Charles Dodgson que les expliqués una història a ella i a les seves germanes (Edith, de vuit anys, i Lorina, de 13). Mentre el reverend Robinson Duckworth remava, Dodgson narrava a les nenes les fantàstiques aventures d'una nena anomenada Alice (Alícia), que acabava caient pel cau d'un conill. Fascinada per la història Alice va demanar a Dodgson que es l'escrivís. Aquest va prometre fer-ho, tasca que li va portar temps. Finalment li presenta el manuscrit de Les aventures d'Alícia sota terra al novembre de 1864.
Posteriorment, a la primavera de 1863, Dodgson lliurarà el manuscrit a George MacDonald, un amic, qui ofereix el conte als seus propis fills per a llegir-lo; als nens els va encantar, fet que anima a Dodgson per buscar a un editor. Alícia al País de les Meravelles, amb les il·lustracions de John Tenniel, s'acaba publicant el 1865, obra signada sota el pseudònim de Lewis Carroll. En 1886 es publica el manuscrit original que Dodgson li havia regalat a Liddell (un facsímil).

## Relació amb Lewis Carroll
La relació entre Alice Liddell i Dodgson ha estat font de molta controvèrsia. Dodgson va conèixer la família Liddell el 1855; primer es va fer amic d'en Harry, el germà gran, i després va portar en Harry i l'Ina en diverses passejades en barca pel voltant d'Oxford. Més tard, quan Harry va anar a l'escola, Alice i la seva germana menor Edith es van unir a les excursions.
Un fet curiós és que falten els diaris de Dodgson del 18 d'abril de 1858 al 8 de maig de 1862. Això és perquè la relació entre els Liddell i Dodgson es va trencar en 1863. Es parla de pagines del seu diari arrencades. Falta informació, però tot apunta, segons especulacions com les del biògraf Morton N. Cohen, que Dodgson va voler casar-se amb Alice, d'11 anys, i per això potser aquesta fou la causa de la ruptura de tota relació entre la família i l'autor.

## Comparació amb l'Alícia fictícia
La idea que Alice Liddell tingui realment una relació directa amb el personatge fictici d'Alícia al País de les Meravelles es controvertida. Durant molt de temps es va suposar que l'Alícia del conte estava inspirada en Liddell, tanmateix les investigacions recents contradiuen aquesta suposició. El mateix Dodgson va afirmar que la seva Alícia era totalment imaginària i no es basava en cap nena real.
La gran diferència entre Alice Liddell i la nena del conte es pot apreciar a través de la comparació entre les fotografies que Dodgson va fer d'Alice i les il·lustracions de John Tenniel, del qual diuen que es va inspirar en Mary Hilton Badcock, una altra nena, amiga de Dodgson, que també posava per a ell.
Hi ha almenys tres referències directes a Liddell en els dos llibres. Primer, esmenta el 4 de maig (l'aniversari de Liddell) i el 4 de novembre (el seu "mitjà aniversari"), i en A través de l'espill la fictícia Alícia declara que la seva edat és de "set i mig exactament", igual que Liddell en aquesta data. En segon lloc, els llibres els va dedicar "a Alice Pleasance Liddell”. Tercer, hi ha un poema acròstic al final d'A través de l'espill. La lectura cap avall d'aquest, prenent la primera lletra de cada línia, explica el nom complet de Liddell.

## ÉsAlícia al País de les Meravellesfeminista?
Des de sempre, les relacions entre els nens i els adults es presenta en desequilibri, ja que sempre s'ha entès el paper dels adults com aquells que han de cuidar dels menors. Aquesta mateixa relació és la que es presenta entre els homes i les dones en l'època victoriana (època en què es contextualitza Alícia), ja que les dones eren tractades com a menors d'edat davant la llei. La imatge de la dona en l'època es basa en l'estereotip de la dona feble sotmesa al pare o respectivament al marit.
Dodgson crea una història sobre una dona, una nena, i les seves aventures, il·lustrant un paradigma literari poc ortodox per al seu temps. Doblega les regles de la literatura infantil al situar com a protagonista una nena que soluciona els seus problemes per si mateixa, sense ni tan sols pensar en la possibilitat de demanar ajuda a un adult o a cap heroi masculí. Posiciona a Alícia dins d'un mon d'aventures, gènere que generalment es protagonitzat per homes, per aquesta raó Alícia es considera un personatge molt innovador.
No es pot confirmar que Alícia al País de les Meravelles sigui un personatge feminista, però s'han fet diversos estudis sobre el tema que al·leguen que hi ha alguns signes feministes en la obra, sovint enfocats cap a qüestions socials de l'època: Alícia s'alça com un personatge femení que surt dels estereotips de la dona victoriana.
També es destaquen teories sobre l'apoderament de les dones en Alícia a través de l'espill, degut al important paper que prenen aquestes dins del món del mirall: la Reina Blanca i la Reina Vermella, ambdues reines i independents controlen el joc d'escacs que es porta a terme, i per descomptat són les peces més important i més fortes en el joc. Alícia esdevindrà reina també, situant-la al mateix nivell que les altres dins d'aquest mon al revés, un mon perfecte crear a través d'una visió oposada del món al que anomenem real: una visió oposada que implica un canvi de rols en la societat, canvi que queda reflectit en el joc d'escacs.
Altres teories asseguren que Alícia al País de les Meravelles es un conte anti-feminista. Aquestes es basen en el context social de l'època i també en la psicologia del autor. Segons això, Dodgson distingiria entre les nenes i les dones adultes, revelant una actitud misògina cap a les dones adultes i les convencions del alliberament de la dona i mostrant certa nostàlgia al voltant de la pèrdua de la innocència de la infantesa que queda corrupta a l'edat adulta. El personatge d'Alícia també mostraria certes ideologies conformistes i una mentalitat opressora pròpia de l'època victoriana, és a dir, Alícia quedaria representada com una dona educada pel sistema opressiu.